# Couzon-au-Mont-d’Or

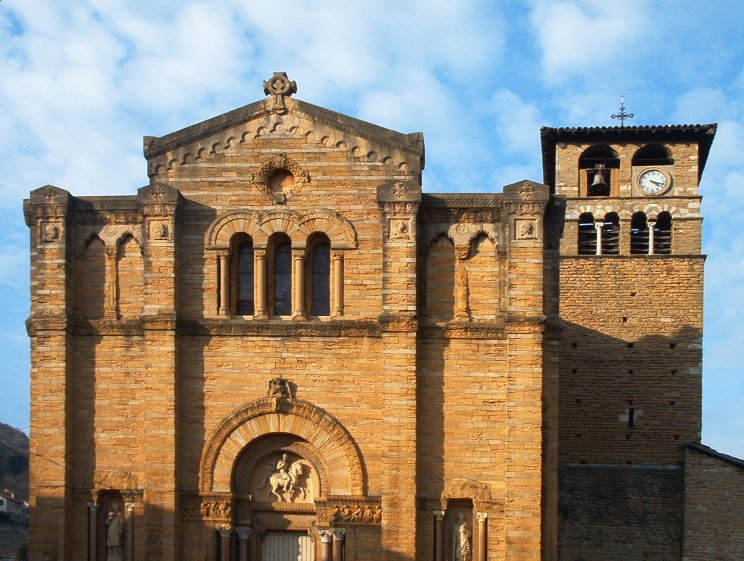
Kościół w Couzon-au-Mont-d’Or, 2005

Couzon-au-Mont-d’Or – miejscowość i gmina we Francji, w regionie Owernia-Rodan-Alpy, w departamencie Rodan.
Według danych na rok 1990 gminę zamieszkiwały 2564 osoby, a gęstość zaludnienia wynosiła 824 os./km² (wśród 2880 gmin regionu Rodan-Alpy Couzon-au-Mont-d’Or plasuje się na 346. miejscu pod względem liczby ludności, natomiast pod względem powierzchni na miejscu 1641.).